# Лендово (Слупський повіт)
Лендово (пол. Lędowo, нім. Lindow) — село в Польщі, у гміні Устка Слупського повіту Поморського воєводства.
Населення — 247 осіб (2011).
У 1975-1998 роках село належало до Слупського воєводства.

## Демографія
Демографічна структура станом на 31 березня 2011 року:
|          | Загалом | Допрацездатний вік | Працездатний вік | Постпрацездатний вік |
| -------- | ------- | ------------------ | ---------------- | -------------------- |
| Чоловіки | 127     | 23                 | 88               | 16                   |
| Жінки    | 120     | 20                 | 71               | 29                   |
| Разом    | 247     | 43                 | 159              | 45                   |